# Filino (rejon szujski)
Filino (ros. Филино) – wieś (dieriewnia) w Rosji, w obwodzie iwanowskim, w rejonie szujskim. W 2010 liczyła 2897 mieszkańców.